# Xylocopa incerta
Xylocopa incerta är en biart som beskrevs av Pérez 1901. Xylocopa incerta ingår i släktet snickarbin, och familjen långtungebin. Inga underarter finns listade i Catalogue of Life.